# 布拉迪·科貝特
布拉迪·詹姆斯·蒙森·科貝特（英語：Brady James Monson Corbet，1988年8月17日—）是美國的一位演員、導演。出生於亞利桑那州。出演的首部電視劇是情景喜劇《皇后區之王》。並出演了《芳齡十三》（2003）、《神秘肌膚》（2004）、《大劊人心》（2007）、《迷懵夢寐》（2011）、《驚悚末日》（2011）和《星光雲寂》（2014）等電影。電視劇部分則出演過動作劇集《24反恐任務》第五季（2006年）和HBO迷你影集《愛，當下》（2014年）。
2015年，其導演首部長片《邪惡的養成》獲得第72屆威尼斯影展未來之獅獎和地平線單元最佳導演獎。2018年，執導的《逆光天后》入選第75屆威尼斯影展正式競賽片；2024年，執導的《粗獷派建築師》入選第81屆威尼斯影展正式競賽片，最終獲得最佳導演銀獅獎。

## 生平

### 早年
科貝特是單親媽媽的獨生子，並認為她是他最接近「英雄」的人。

### 2000年至2005年
科貝特自11歲時開始演藝生涯，在2000年4月由CBS播出的《皇后區之王》中客串一集，隨後為日本動漫系列《我家也有外星人》、《青春草莓蛋》擔任英語版配音。並在2002年5月由WB播出的情境喜劇《來自圖森的問候》中客串一集。亦出現在2003年5月由福克斯播出的情景喜劇《奧利弗·比恩》中客串一集。
2003年，科貝特獲得其第一個電影角色，由凱薩琳·哈德維克執導的《芳齡十三》。繼大銀幕首秀後，科貝特亦參演喬納森·佛賴克斯執導並改編自1965年同名英國電視劇的真人電影《雷鳥神機隊》。
2004年，加州獨立電影導演葛瑞格·荒木邀請他在導演的第八部電影《神秘肌膚》。該片根據斯科特·海姆1996年的同名小說改編，科貝特飾演布萊恩·拉基（Brian Lackey），一個飽受噩夢困擾，並堅信自己可能被外星人綁架的問題少年。該片於第61屆威尼斯影展首映，並於2005年5月限量上映。

### 2006年至今
2006年，科貝特重返電視圈，在Fox榮獲艾美獎和金球獎的電視劇《24反恐任務》第五季中飾演德里克·赫胥黎（Derek Huxley）；之後亦與諸多如麥可·漢內克、拉斯·馮·提爾、安東尼奧·坎波斯、奧利維耶·阿薩亞斯、米雅·韓桑-露芙、魯本·奧斯倫、貝特朗·波尼洛、諾亞·包姆巴赫等導演合作。
2013年，科貝特簽約執導他的首部劇情長片《邪惡的養成》。該片於第72屆威尼斯影展地平線單元首映，最終獲得該單元的最佳導演獎。2018年，第二部長片《逆光天后》於第75屆威尼斯影展正式競賽單元全球首映並角逐金獅獎。
2020年9月，據報導，科貝特將執導他的第三部長片《粗獷派建築師》，該片於第81屆威尼斯影展正式競賽單元全球首映並角逐金獅獎，最終獲得最佳導演銀獅獎。

## 作品

### 執導
- 2008年：《保護你和我》（Protect You + Me.；短片）
- 2015年：《邪惡的養成（英语：The Childhood of a Leader (film)）》（The Childhood of a Leader）
- 2018年：《逆光天后》（Vox Lux）
- 2023年：《擁擠的房間》（The Crowded Room；電視劇，僅3集）
- 2024年：《粗獷派建築師》（The Brutalist）

### 出演
- 2000年：《皇后區之王》（The King of Queens；情境喜劇）
- 2003年：
  - 《芳齡十三》（Thirteen）
  - 《來自圖森的問候》（Greetings from Tucson；情境喜劇）
  - 《奧利弗·比恩》（Oliver Beene；情境喜劇）
- 2004年：
  - 《神秘肌膚》（Mysterious Skin）
  - 《雷鳥神機隊》（Thunderbirds）
- 2006年：《24反恐任務第五季》（24；電視劇）
- 2007年：《大劊人心》（Funny Games）
- 2008年：《法網遊龍》（Law & Order；電視劇）
- 2010年：《把夢棺上》（Two Gates of Sleep）
- 2011年：
  - 《驚悚末日》（Melancholia）
  - 《迷懵夢寐》（Martha Marcy May Marlene）
- 2012年：《殺手西蒙》（Simon Killer）
- 2014年：
  - 《星光雲寂》（Clouds of Sils Maria）
  - 《巴黎電幻世代（法语：Eden (film, 2014)）》（Eden）
  - 《婚姻風暴》（Turist）
  - 《巴黎聖羅蘭》（Saint Laurent）
  - 《夢遊者（英语：The Sleepwalker (2014 film)）》（The Sleepwalker）
  - 《青春倒退嚕》（While We're Young）
  - 《毒梟帝國》（Escobar: Paradise Lost）
  - 《紅背藝術家》（Le Dos rouge）
  - 《愛，當下》（Olive Kitteridge；迷你影集）
  - 《小黃鳥（法语：Gus (film, 2015)）》（Gus, petit oiseau, grand voyage；英語配音）

## 外部連結
- 布拉迪·科貝特在互联网电影资料库（IMDb）上的資料（英文）
- 布拉迪·科貝特在豆瓣上的资料（简体中文）